# Álvaro Ribeiro (atleta)
Álvaro Ribeiro (San Paolo, 16 maggio 1901 – 11 novembre 1979) è stato un atleta brasiliano.
Ha partecipato ai Giochi di Parigi 1924, gareggiando nei 100m e 200m.
Ribeiro divenne medico nel 1926 e smise di gareggiare nel 1928, ma praticò la medicina solo per un breve periodo, poiché essendo profondamente religioso, entrò nell'Ordine Benedettino e divenne monaco.